# Mojzesovo
Mojzesovo és un poble i municipi d'Eslovàquia que es troba a la regió de Nitra, al sud-oest del país. Compta amb una població de 1341 habitants (2022).

## Història
La primera menció escrita de la vila es remunta al 1273.

## Demografia
| Godina             | 1994 | 2004   | 2014   | 2024   |
| ------------------ | ---- | ------ | ------ | ------ |
| Nombre de persones | 1399 | 1374   | 1312   | 1326   |
| Diferència         |      | −1,78% | −4,51% | +1,06% |

| Godina             | 2023 | 2024   |
| ------------------ | ---- | ------ |
| Nombre de persones | 1322 | 1326   |
| Diferència         |      | +0,30% |